# Râul Bistra, Mureș
Râul Bistra este un curs de apă, afluent al râului Mureș. Se formează la confluența brațelor Cofu, Valea din Mijloc and Stega

## Hărți
- Harta județului Mureș
- Harta munții Căliman  Arhivat în 11 octombrie 2008, la Wayback Machine.